# Моторджі
Моторджі (рум. Motorgi) — село у повіті Горж в Румунії. Входить до складу комуни Бустукін.
Село розташоване на відстані 199 км на захід від Бухареста, 32 км на схід від Тиргу-Жіу, 73 км на північ від Крайови.

## Населення
За даними перепису населення 2002 року у селі проживали 108 осіб, усі — румуни. Усі жителі села рідною мовою назвали румунську.